# 1858 az irodalomban
Az 1858. év az irodalomban.

## Események
- A Magyar Tudományos Akadémia engedélyt kap tíz év óta szünetelő nagygyűléseinek megtartására. Ezen az ülésen választják taggá Arany Jánost.

## Megjelent új művek
- Ivan Alekszandrovics Goncsarov regényes útirajza önálló kötetben: A Pallada cirkáló (Фрегат Паллада); előzőleg 1855-től jelentek meg részletei különböző lapokban (írója részese volt egy világkörüli utazásnak)
- A. F. Piszemszkij orosz író fő műve: Ezer lélek (Тысяча душ), regény
- Ivan Turgenyev novellája: Aszja (Ася)

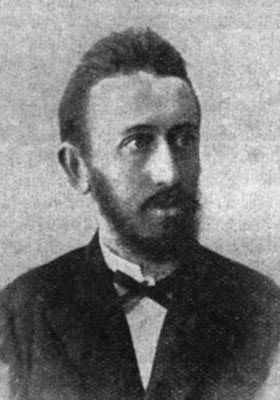
Komjáthy Jenő

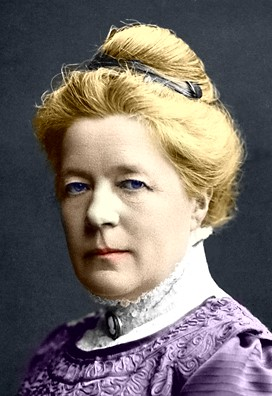
Selma Lagerlöf

### Magyar nyelven
- Kemény Zsigmond regénye: A rajongók (három kötet, 1858–1859)
- Szigligeti Ede Fenn az ernyő, nincsen kas című vígjátékát bemutatja és évekig játssza a Nemzeti Színház; megjelenik 1863-ban

## Születések
- február 2. – Komjáthy Jenő költő, a 19. század végén a magyar líra egyik megújítója († 1895)
- augusztus 24. – Wacław Sieroszewski legendás életű lengyel etnográfus, író, politikus († 1945)
- november 20. – Selma Lagerlöf svéd írónő; az első nő, aki irodalmi Nobel-díjban részesült († 1940)

## Halálozások
- március 3. – Bajza József költő, színigazgató, kritikus (* 1804)